# 東田巍
東田 巍（ひがしだ たかし、1938年6月12日 - ）は、京都府京都市出身の元プロ野球選手（捕手）。

## 経歴
花園高では、1956年夏の甲子園府予選決勝に進むが平安高に敗退。卒業後は 立命館大学に進学、関西六大学リーグでは、1957年秋季リーグで優勝を経験。1958年秋季リーグで首位打者を獲得。1960年春季リーグ終了後に大学を中退し、近鉄バファローに入団。翌1961年には24試合に出場、うち2試合に先発マスクを被る。同年10月11日には大毎の三平晴樹から初本塁打を放つ。しかし一軍定着はできず1962年限りで現役引退。
プロ野球引退後は地元・京都市北区のリトルシニアチーム「京都北リトルシニア」の設立に携わり、1977年の設立から1995年まで監督を務めた。1995年のリトルシニア対象の全国選抜大会決勝では、松坂大輔（ニューヨーク・メッツ）擁する「江戸川南リトルシニア」（東京都江戸川区）を破り全国制覇を達成した。

## 詳細情報

### 年度別打撃成績
| 年 度     | 球 団     | 試 合 | 打 席 | 打 数 | 得 点 | 安 打 | 二 塁 打 | 三 塁 打 | 本 塁 打 | 塁 打 | 打 点 | 盗 塁 | 盗 塁 死 | 犠 打 | 犠 飛 | 四 球 | 敬 遠 | 死 球 | 三 振 | 併 殺 打 | 打 率 | 出 塁 率 | 長 打 率 | O P S |
| --------- | --------- | ----- | ----- | ----- | ----- | ----- | -------- | -------- | -------- | ----- | ----- | ----- | -------- | ----- | ----- | ----- | ----- | ----- | ----- | -------- | ----- | -------- | -------- | ----- |
| 1961      | 近鉄      | 24    | 21    | 20    | 1     | 3     | 0        | 0        | 1        | 6     | 1     | 0     | 0        | 0     | 0     | 1     | 0     | 0     | 7     | 1        | .150  | .190     | .300     | .490  |
| 通算：1年 | 通算：1年 | 24    | 21    | 20    | 1     | 3     | 0        | 0        | 1        | 6     | 1     | 0     | 0        | 0     | 0     | 1     | 0     | 0     | 7     | 1        | .150  | .190     | .300     | .490  |

### 背番号
- 7（1960年 - 1962年）